# 기아 EV2
기아 EV2는 기아가 출시할 예정인 소형 전기 SUV이다.

## 개요
2025년 2월 24일, 스페인에서 열린 〈기아 EV 데이〉에서 EV 콘셉트 EV2가 공개되었다. 소형 (글로벌 B 세그먼트) SUV 모델이자 글로벌 전략 차종으로 국내 시장 출시 계획은 없다.
콘셉트 EV2의 외관은 분리된 수직 형상의 스타맵 시그니처 라이팅과 기술적인 조형의 코너 디자인을 구현했다. 실내는 2열 폴딩 & 리클라이닝 시트를 통한 공간 확장을 지원하며 프론트 트렁크를 탑재했다.
2026년 유럽에서 콘셉트 EV2의 양산형 모델을 출시할 예정이며, EV2 양산형 모델에는 프론트 트렁크를 탑재하고 V2L, 무선 소프트웨어 업데이트 등의 기능이 적용될 예정이다.

## 같이 보기
전기차
기아
현대자동차